# Висша мода
Висша мода (на френски: haute couture /ˌoːt kuˈtyʁ/) е създаването на първокласна мода по поръчка. Първоначално терминът се използва за работата на англичанина Чарлз Фредерик Уорт, правена в Париж в средата на 19 век. В модерна Франция, haute couture е „запазено име“, което може да бъде използвано само от фирми, които отговарят на точно определени критерии. Въпреки това, терминът се използва също така за всякакви първокласни дрехи направени по поръчка, независимо дали са направени в Париж или в други модни центрове като Лондон, Ню Йорк, Токио и Милано.
Haute couture е изготвяна по поръчка на определен клиент и обикновено е от скъпи висококачествени тъкани и шита с голямо внимание към детайлите, често използвайки техники на ръка отнемащи много време.

## Легален статут
Във Франция, терминът haute couture („висша мода“) е защитен чрез закон и е дефиниран от Chambre de commerce et d'industrie de Paris (търговската камара на индустрията в Париж). Според техните правила, само „тези компании споменати в списъка съставян всяка година от комисия на Министерството на индустрията могат да се възползват“ от означението haute couture. Критериите за haute couture са установени през 1945 и подновени през 1992.
За да бъдат включени в списъка и да могат да използват термина haute couture в своите рекламни материали, модните къщи трябва да отговарят на следните изисквания:
- Да произвеждат по поръчка за частни клиенти, с една или повече проби.
- Да имат ателие в Париж в което работят поне 15 души на пълно работно време.
- Всеки сезон да представят колекция пред парижката преса, съставена от поне 35 тоалета за дневно и вечерно облекло.

Въпреки това, терминът haute couture е често използван от марки готови облекла от късните 80 години на 20 век и значението често се бърка с това на prêt-à-porter (френският термин за мода от готови облекла). Всяка haute couture къща също произвежда prêt-à-porter колекции, които обикновено предоставят по-висока възвръщаемост на инвестициите. Всъщност, голяма част от висшата мода представяна на модни ревюта рядко се продава; тя се прави предимно за да носи престиж на къщата.

### Официалниhaute coutureкъщи
Към началото на 2007, има десет официални haute couture членове:  Архив на оригинала от 2007-10-12 в Wayback Machine. Архив на оригинала от 2007-10-07 в Wayback Machine.
1. Аделин Андре
2. Коко Шанел
3. Кристиан Диор
4. Кристиан Лакроа
5. Alexandre Vauthier
6. Giambattista Valli
7. Stephane Rolland
8. Givenchy
9. Jean Paul Gaultier
10. Versace
11. Iris Van Herpen
12. Christophe Josse
13. Giorgio Armani Prive
14. Atelier Gustavolins
15. Alexis Mabille
16. Anne Valerie Hash
17. Maxime Simoens
18. Azzedine Alaia
19. Frank Sorbier

Към началото на 2007, има три кореспондентни (чужди) членове:
 Архив на оригинала от 2007-10-07 в Wayback Machine.
1. Ели Сааб
2. Джорджо Армани
3. Валентино

Има много къщи които някога са били официални членове на haute couture:
1. Джани Версаче
2. Баленсиага
3. Елза Шиарапели
4. Ги Ларош
5. Жан Пату
6. Жан Ланвен
7. Лорис Азаро
8. Марсел Роша
9. Нина Ричи
10. Пако Рабан
11. Пиер Карден
12. Торант Жулиен Фурни
13. Ив Сен Лоран
14. Ерик Тенорио
15. Хана Мори